# Roza Souvan
Roza Souvan (rojena Fröhlih), slovenska igralka, * 10. november 1848, Ljubljana, † 1919, Dunaj.
Oče ji je bil posestnik in trgovec Anton Fröhlih. Mati ji je bila italijanskega rodu Katarina Tribuzzi. Kot igralka je prvič nastopila leta 1865 kot Ivanka v priredbi igre M. Grandjeana Svitoslav Zajček, 17. decembra 1865 pa kot Bogomila v Krstu pri Savici (Prešernu v spomin priredil H. Penn). Kmalu je postala ena najbolj priljubljenih igralk ljubljanskega čitalniškega obdobja. Ob ustanovitvi Dramatičnega društva, leta 1867, je začela nastopati tudi na taborih.  5. oktobra 1868 se je poročila s trgovcem Ferdinandom Souvanom in prenehala nastopati. Po ločitvi leta 1881, se je preselila na Dunaj, kjer je umrla, ko jo je na cesti povozil tramvaj.